# ACROS

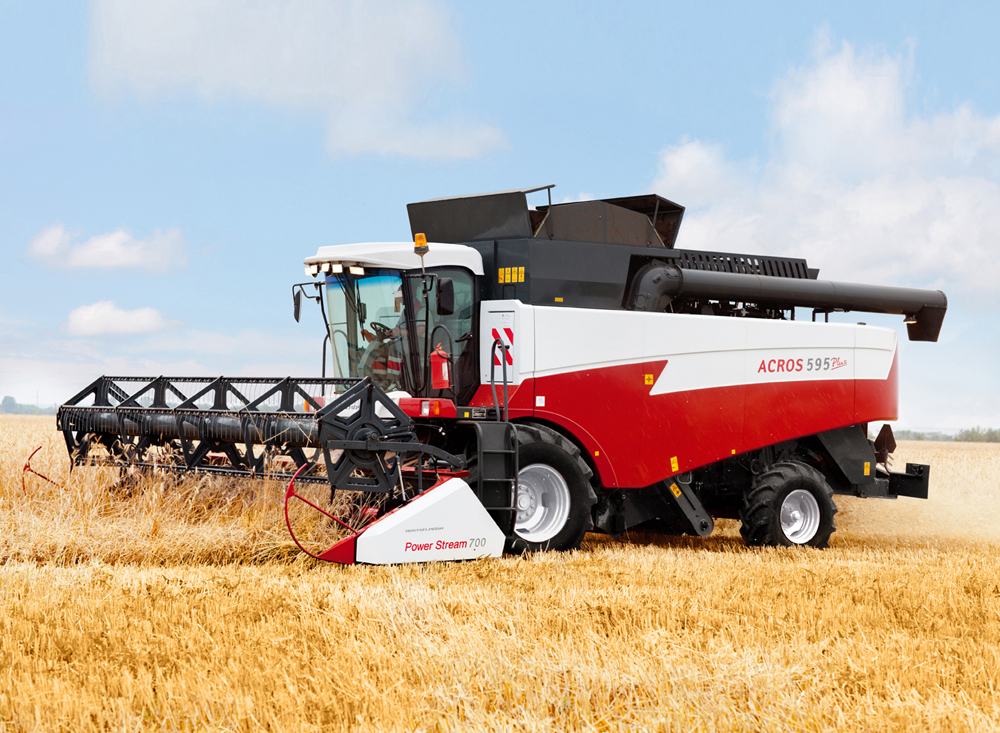
ACROS 595 Plus на уборке пшеницы

ACROS (Акрос) — серия российских зерноуборочных комбайнов, производится с 2004 года группой компаний Ростсельмаш в Ростове-на-Дону. Первый комбайн серии — ACROS 530. Предназначен для сезонной уборки зерновых, зернобобовых и эфиромасличных культур. Модификации: ACROS 535, ACROS 550, ACROS 560, ACROS 580, ACROS 585, ACROS 595 Plus.
ACROS 530 — победитель Всероссийского конкурса «Лучшая сельскохозяйственная машина 2011 года» (номинация — «Лучший зерноуборочный комбайн»), инициированного департаментом научно-технологической политики и образования Минсельхоза России.

## История
Комбайны серии ACROS начали выпускаться с 2000 года. Основные отличия от их предшественников — комбайнов серии «Дон»:
- экономичные 6-цилиндровые моторы
- оснастка битер-анализаторами наклонной камеры
- жатки «Power Stream» (5, 6, 7, 9 и 12 метров)
- бережная к зерну барабанная молотилка
- наличие лопасти для дополнительного обмолота
- расширенные возможности установки различного вспомогательного оборудования[1]

Базовая модель ACROS 530 снабжалась двигателем ЯМЗ-236БК-3 (255 л. с.) Позднее появилась модель с двигателем ЯМЗ-6563.10 Евро-3 230 л.с.
Комбайны серии ACROS, выпускаемые Ростсельмаш, не уступают западным комбайнам по производительности, качеству сборки и уровню комфортности. Они экспортируются более чем в 20 стран. Производятся также в Казахстане.

## Сравнение комбайнов
Испытания комбайнов ACROS 530 с двигателем ЯМЗ-236БК-3 250 л.с., ACROS 580 с двигателем  Cummins 300 л.с. и ACROS 590 Plus с двигателем  Cummins 328 л.с. проводились в хозяйствах Ленинградской области. Комбайны комплектуются однотипными жатками серии Power Stream шириной захвата 5,0; 6,0; 7,0 и 9,0 м, объем бункера  составляет 9,0 м3. В этих условиях на различных культурах сравнивалась производительность комбайнов и наработка на отказ.

## Модификации

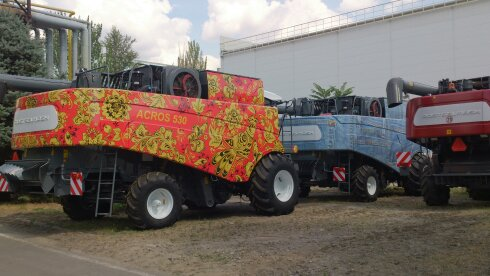
Комбайны ACROS 530 (без жаток) трёх окрасок:
«хохлома», джинсовая, традиционная.

### ACROS 535
ACROS 535 предназначен для одновременного среза или подбора из валков и обмолота зерновых колосовых культур, очистки мелкосоломистого
вороха, обработки или укладки в валок незерновой части урожая на полях с уклоном до 8 градусов во всех зернопроизводящих зонах.

### ACROS 560
Первый ACROS 560 был выпущен в 2009 году. Создан специально для Европы. Оснащён двигателем Cummins/QSC (275 л. с.), отвечающим нормам Stage IIIA. Наиболее эффективен при работе в регионах с традиционной урожайностью более 40 ц/га.
Основные отличия ACROS 560 от предыдущих моделей:
- усовершенствованные жатки
- модернизированная система обмолота зерна
- комфортабельная кабина
- более экономичный двигатель (Cummins/QSС: 280 л. с.) с турбонаддувом
- увеличенный бензобак (540 литров), позволяющий работать без дозаправки свыше 12 часов[4]

### ACROS 580

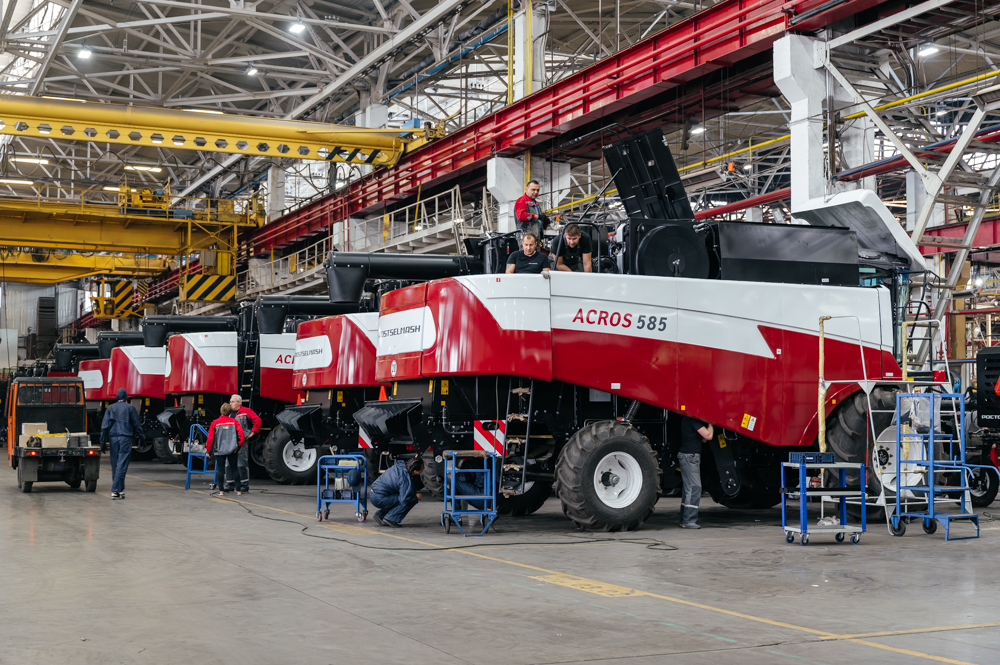
Сборка ACROS 585 на производственной площадке Ростсельмаш

### ACROS 585
Основные отличия Acros 585 от предшественников:
- сепарация зерна проходит с использованием усовершенствованных технологий
- продольно-поперечное копирование рельефа обрабатываемого поля
- цельнометаллическая кабина
- гидроусилитель руля
- высокая производительность при минимальном расходе топлива на пиковых нагрузках[9]

### ACROS 590 Super Plus
ACROS 590 Plus предназначен для уборки полей средней и высокой урожайности, высокой влажности и соломистости.
Основные его отличия от базовой модели серии:
- электрогидравлическая система копирования рельефа почвы
- разгонный битер в наклонной камере
- увеличенная двухкаскадная очистка зерна
- измельчитель-разбрасыватель с новой технологической схемой (отличие от всех предыдущих моделей серии)
- турбодизельный двигатель (Cummins 6LTAA, Stage II, объём 8,9 литра, 325 л. с.)[10]

ACROS 590 Plus — победитель Всероссийского конкурса «Лучшая сельскохозяйственная машина 2013 года» (номинация — «Лучшая новинка 2013 года»), инициированного департаментом научно-технологической политики и образования Минсельхоза России.

### ACROS 595
Эксплуатационные характеристики модификации ACROS 595 аналогичны ACROS 590 Plus.
Основные отличия от предшественника:
- двигатель ЯМЗ-6582.10 мощностью 330 л. с. (на ACROS 595+ двигатель ЯМЗ-536)
- безбитерная наклонная камера
- усовершенствованная продольная схема пазов соломотрясов
- модернизированный двухкаскадный сепарационный блок
- электрогидравлическая адаптация жатки к сложной геометрии поля
- наличие домолачивающего устройства
- улучшенный продув зерна 6-лопастным вентилятором
- разбрасыватель половы[1]

### ACROS 595 Plus
Отличие от модели ACROS 595 - двигатель ЯМЗ-536 мощностью 320 л. с.